# Saint-Thégonnec Loc-Eguiner
Saint-Thégonnec Loc-Eguiner is een gemeente in het Franse departement Finistère (regio Bretagne). De plaats maakt deel uit van het arrondissement Morlaix. Saint-Thégonnec Loc-Eguiner is op 1 januari 2016 ontstaan door de fusie van de gemeenten Loc-Eguiner-Saint-Thégonnec en Saint-Thégonnec. De gemeente telde 3.118 inwoners op 1 januari 2022.

## Geografie
De oppervlakte van Saint-Thégonnec Loc-Eguiner bedroeg op 1 januari 2022 49,78 vierkante kilometer; de bevolkingsdichtheid was toen 62,6 inwoners per km².

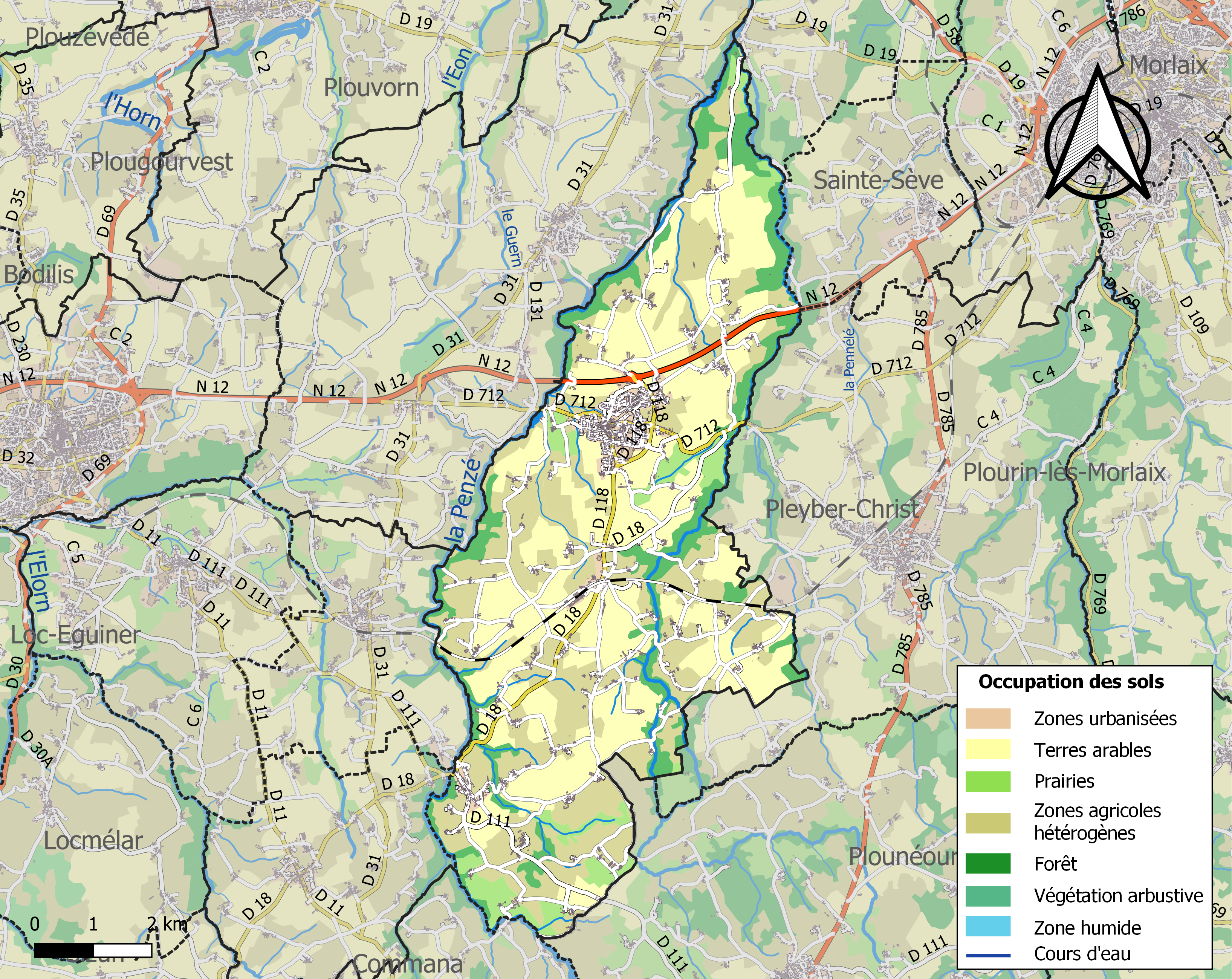
Kaart van de gemeente met belangrijkste infrastructuur, bodemgebruik en omliggende gemeenten

## Verkeer
In de gemeente ligt de spoorweghalte Saint-Thégonnec.